# Badminton-Mannschaftspanamerikameisterschaft 2017
Die Badminton-Mannschaftspanamerikameisterschaft 2017 im Badminton fand als gemischter Teamwettbewerb vom 16. bis zum 19. Februar 2017 in Santo Domingo statt.

## Medaillengewinner
| Disziplin | Gold | Silber | Bronze |
| --------- | --- | --- | --- |
| Teams     | Kanada Phillipe Gaumond Jason Ho-Shue Maxime Marin Nyl Yakura Anne-Julie Beaulieu Josephine Wu Stéphanie Pakenham Brittney Tam Michelle Tong | Brasilien Artur Silva Pomoceno Hugo Arthuso Francielton Farias Fabrício Farias Felipe Fonseca Mateus Cutti Vinicius Paula Matheus Voigt Ygor Oliveira Luiz Santos Ana Paula Campos Mariana Freitas Bianca Lima Jaqueline Lima Sâmia Lima Amanda Santos Fabiana Silva Paloma Silva | Vereinigte Staaten Vinson Chiu Timothy Lam Howard Shu Nicholas Waller Darren Yang Nicole Frevold Jennie Gai Crystal Pan Annie Xu Kerry Xu |

## Endrunde
|  | Halbfinale          | Halbfinale          |                     |   | Finale              | Finale              |
|  |                     |                     |                     |   |                     |                     |
|  | Kanada              | 3                   |                     |   |                     |                     |
|  | Vereinigte Staaten  | 1                   |                     |   |                     |                     |
|  | 18. Feb. 2017 10:30 |                     |                     |   |                     |                     |
|  |                     |                     | 19. Feb. 2017 10:00 |   |                     |                     |
|  | Kanada              | 3                   |                     |   |                     |                     |
|  |                     | Brasilien           | 0                   |   |                     |                     |
|  |                     |                     |                     |   |                     |                     |
|  | Spiel um Platz drei |                     |                     |   |                     |                     |
|  | 18. Feb. 2017 10:30 | 18. Feb. 2017 10:30 | Vereinigte Staaten  | 3 |                     |                     |
|  | Peru                | 2                   | Peru                | 0 |                     |                     |
|  | Brasilien           | 3                   |                     |   | 18. Feb. 2017 16:30 | 18. Feb. 2017 16:30 |